# Новиков, Владимир Михайлович (политик)
Владимир Михайлович Новиков (род. 9 июня 1966, Тамбов, РСФСР, СССР) — российский государственный деятель. Депутат Государственной думы ФС РФ VII и VIII созыва от партии «Единая Россия», член комитета Государственной думы по развитию Дальнего Востока и Арктики.
Член совета Ассоциации Сибирских и Дальневосточных городов (АСДГ). Член Палаты местных и региональных властей Совета Европы.
Из-за вторжения России на Украину, находится под международными санкциями стран Евросоюза, США, Украины и Швейцарии

## Биография

### Ранние годы
Владимир Новиков родился 9 июня 1966 года в семье офицера-пограничника в Тамбове. В 1967—1973 годах проживал с родителями на Курильских островах, по месту службы отца. В 1973 году семья переехала в Приморский край.

### Образование
В 1988 окончил механический факультет Дальневосточного политехнического института им. В. В. Куйбышева по специальности «Строительные дорожные машины и оборудование», получил квалификацию «Инженер-механик». В 2003 году окончил Дальневосточный государственный университет по специальности «Юриспруденция». В 2002—2003 году проходил переподготовку в Дальневосточной государственной академии экономики и управления по программе «Организация местного самоуправления».

### Карьера в 1980—1990-е
С 1988 по 1989 год работал в 368-м Управлении работ по механизации и автотранспорту старшим механиком автобазы, механиком участка ремонта.
С 1989 по 1990 год был мастером участка площадки «Партизанскстрой», с 1990 по 1991 год работал в Партизанском хозрасчетном участке механизации треста в должности прораба, с 1991 по 1993 год работал в Партизанском управлении механизации арендного предприятия «Строймеханизация» в должности главного инженера.
В июне 1993 года трудовым коллективом Артёмовского управления механизации был выбран директором, проработал в этой должности по 1997 год.
В 1998—1999 годах был заместителем директора товарищества с ограниченной ответственностью «ФЕТ».
С марта по апрель 1999 года был заместителем генерального директора по производству и маркетингу ОАО «Строймеханизация». С апреля 1999 года по ноябрь 2000 — заместитель генерального директора ЗАО «Строймеханизация-1».

### Политическая карьера в Приморском крае
В середине 1990-х Владимир Новиков пошёл в политику. В январе 1995 года был избран депутатом городской думы города Артёма I созыва, работал в ней до декабря 2016. Возглавлял отделение объединения «Яблоко» в Артёме. С 1997 по 1998 год работал в администрации города первым заместителем главы администрации города. Курировал вопросы жилищно-коммунального хозяйства, благоустройства, промышленности, транспорта, связи.
16 ноября 2000 года на фоне срыва отопительного сезона действующий глава Артёма Александр Терентьев написал заявление об уходе в отпуск с последующем увольнением. Постановлением губернатора Приморского края Евгения Наздратенко исполняющим обязанности главы города был назначен Владимир Новиков.
28 января 2001 года состоялись прямые выборы главы Артёма. На них Владимир Новиков получил 34,84 % голосов и вышел во второй тур вместе с лидером городской организации КПРФ Евгением Козиным (23,01 %). 10 февраля 2001 года во втором туре избран главой Артёма (40,46 %). Вступил в должность главы города с 15 февраля.
С 2004 года член регионального политического совета партии «Единая Россия».
Был переизбран на выборах 6 февраля 2005 года. Тогда Новиков набрал 77,73 % голосов избирателей, его ближайший соперник Александр Номеровский получил только 11,14 % голосов. К окончанию второго срока Артём по уровню собственных доходов на душу населения занимал первое место среди приморских городов, безработица фиксировалась на уровне 0,9 %, отсутствовал отток населения. Это определило высокий электоральный рейтинг Владимира Новикова.
На выборах 14 марта 2010 года он избрался на третий пятилетний срок, получив рекордную поддержку 90,56 % избирателей.
4 декабря 2011 года баллотировался в Законодательное собрание Приморского края от партии «Единая Россия», возглавлял территориальную группу № 4. После избрания от мандата отказался.
В октябре 2014 года Новиков участвовал в подписании соглашения о создании Владивостокской агломерации, объединившей Владивосток, Артём, а также Надеждинский и Шкотовский районы, что позволило в последующие годы получать дополнительное федеральное финансирование на дорожные программы.
30 апреля 2015 года был избран главой Артемовского городского округа на конкурсной основе депутатами городской думы. За него проголосовал 21 депутат из 23.
С 26 сентября 2016 года Владимир Новиков сложил с себя полномочия в связи с избранием и переходом на работу в Госдуму. Исполняющим обязанности главы стал многолетний заместитель Новикова Александр Авдеев, он же в дальнейшем был избран главой Артемовского городского округа.

### Государственная дума VII созыва
В мае 2016 года Владимир Новиков принял участие в праймериз «Единой России» — предварительном внутрипартийном голосовании по выявлению сильнейших кандидатов в депутаты Госдумы РФ от Приморского края. Занял первое место по итогам голосования в Артёмовском одномандатном округе (51,4 %).
В 2016 году принял участие в избирательной кампании в Государственную думу VII созыва. Баллотировался от «Единой России» и по итогам единого дня голосования 18 сентября 2016 года победил по Артёмовскому одномандатному избирательному округу № 63 (Приморский край). Получил 37,76 % голосов, опередив ближайшего соперника от КПРФ и депутата Госдумы VI созыва Алексея Корниенко (15,13 %).
В нижней палате парламента вошёл в состав фракции «Единая Россия». Член думского комитета по региональной политике и проблемам Севера и Дальнего Востока.
В течение исполнения полномочий депутата Государственной Думы VII созыва выступил соавтором 44 законодательных инициатив и поправок к проектам федеральных законов.

### Государственная дума VIII созыва
31 мая 2021 года Владимир Новиков выиграл в праймериз «Единой России» по округу № 63 и был отобран кандидатом от «Единой России» для участия в выборах в Государственную думу. В единый день голосования 19 сентября 2021 года победил по Артёмовскому одномандатному избирательному округу № 63 (Приморский край), получив 35,44 % голосов. В Госдуме VIII вошёл в состав фракции «Единая Россия». Член думского комитета по развитию Дальнего Востока и Арктики.

## Общественная деятельность
В разное время Владимир Новиков входил в совет Ассоциации сибирских и дальневосточных городов России, делегации Российской Федерации в Палате местных и региональных властей Совета Европы (Страсбург). Возглавлял правление совета муниципальных образований Приморского края.
Также входил в президиум Приморского регионального политсовета партии «Единая Россия» (2004—2016).

## Награды
- Медаль ордена «За заслуги перед Отечеством» I степени (2014)[3]
- Медаль ордена «За заслуги перед Отечеством» II степени (2007)[3]
- Орден Дружбы КНДР II степени (2012)[3]

Имеет ряд ведомственных наград МЧС России: нагрудный знак «Участнику ликвидации последствий ЧС» (2001), нагрудный знак «За заслуги» (2002), нагрудные знаки «Почетный знак МЧС России» (2002, 2003), медаль «ХХ лет МЧС России», памятная медаль «Маршал Василий Чуйков» (2012).
Владимир Новиков отмечен знаками «За содействие МВД России» МВД РФ (2002, 2007), также ему вручены четыре награды за проведение переписей: медаль «За заслуги в проведении Всероссийской переписи населения» (2002), нагрудный знак «За активное участие во Всероссийской переписи населения 2002 года» (2003), медаль «За заслуги в проведении Всероссийской сельскохозяйственной переписи 2006 года» (2006), медаль «За заслуги в проведении Всероссийской переписи населения 2010 года» (2012).
Кроме того, ему вручены ряд ведомственных наград: медаль «За вклад в развитие местного самоуправления» (2006), нагрудный знак ФНПР «За содружество» (2010), нагрудный знак «За социальное партнёрство» (2014), медаль «За вклад в развитие местного самоуправления» (2014), медаль «150 лет основания института судебных приставов» (2015).
Является почётным гражданином Артёмовского городского округа (2014).
Также имеет благодарности губернатора Приморского края (2005, 2012), благодарность Председателя Совета Федерации ФС РФ (2015) и ряд почётных грамот: Законодательного Собрания Приморского края (2003), Губернатора Приморского края (2005, 2012), Избирательной комиссии Приморского края (2012, 2015), Государственной думы ФС РФ (2015).

## Санкции
30 сентября 2022 года, на фоне вторжения России на Украину, был внесён в санкционный список США в ответ на «фиктивные референдумы» и «аннексию территорий Украины российскими оккупационными силами». Государственный департамент отмечает что депутаты единогласно приняли закон о фейках, а некоторые депутаты сыграли ключевую роль в распространении российской дезинформации о войне.
16 декабря 2022 года внесён в санкционный список Евросоюза за поддержку и реализации политики, подрывающую территориальную целостность, суверенитет и независимость Украины, так как он «проголосовал за незаконную аннексию Донецкой, Луганской, Херсонской и Запорожской областей Украины».
19 мая 2023 года внесён в санкционный список Канады «соратников режима» как «причастный к продолжающемуся нарушению Россией прав человека, включая передачу под опеку украинских детей в Россию»
По аналогичным основаниям, включён в санкционные списки Швейцарии и Украины.

## Семья
Имеет троих детей: сын Александр (род. 1994), дочери Анна (род. 1989) и Мари-Мишель (род. 2015).

## Доходы и собственность
Согласно декларации, Владимир Новиков заработал за 2020 год 5 млн 636 тыс. рублей, годом ранее — 5 млн 282 тыс. рублей. Также в его собственности автомобиль Nissan X-Trail.